# Diamond Eyes (Boom Lay Boom Lay Boom)
«Diamond Eyes (Boom Lay Boom Lay Boom)» es una canción escrita por Shinedown en 2010 para la película The Expendables, que fue lanzada el 15 de junio de 2010 como sencillo en formato digital para iTunes en dos versiones de lujo. Es usada regularmente por la WWE como tema musical del Main Event.
También fue una de las canciones oficiales del evento WrestleMania XXVII en 2011.

## Video
En 2011 se lanzó un vídeo musical donde Shinedown está cantando en un carnaval de Madness.

## Historia del escrito
En el Crazy Turistic Carnival, el vocalista de Shinedown: Brent Smith dijo lo siguiente:
Hace unos meses recibimos una llamada telefónica de una persona muy interesante. No todos los días se recibe una llamada de Rocky o Rambo. Sylvester Stallone quería una canción para su nueva película, llamada The Expendables. Y me dijo, escríbeme algo que vaya de acuerdo al tono de la película
A pesar de esto, la canción no llegó a ser parte de la película, aunque logró aparecer durante el tráiler de la misma. Además la canción estuvo disponible en varios dispositivos On Demand durante el mes de abril de 2011. Más tarde se realizó una versión remasterizada de la canción llamada "Breaking Inside"

## Lista de canciones
Hay una lista de canciones versión delujo que pueden ser descargadas en iTunes.
1. "Diamond Eyes (Boom-Lay Boom-Lay Boom)" – 5:36
2. "Breaking Inside" (featuring Lizzy Hale of Halestorm) – 3:47

## En otros medios
- La canción fue usada en WrestleMania XXVII cómo canción secundaria.[2]
- La canción fue usada en el tráiler de The Expendables. [cita requerida]
- Es una canción jugable en Rock Band 3.
- La canción es el tema oficial de WWE Main event.
- La canción fue usada en la entrada de Brian Stann en el UFC on Fuel TV: Silva vs. Stann

## Posicionamiento en listas
| Lista (2010-11)                                 | Mejor posición |
| ----------------------------------------------- | -------------- |
| Estados Unidos (Bubbling Under Hot 100 Singles) | 11             |
| Estados Unidos (Alternative Songs)              | 17             |
| Estados Unidos (Mainstream Rock Tracks)         | 1              |
| Estados Unidos (Rock Songs)                     | 7              |

### Sucesión en listas
| Anterior: «Isolation» de Alter Bridge | Mainstream Rock Tracks — Sencillo Nro 1 12 de marzo de 2010 — 1 de abril de 2010 | Siguiente: «Rope» de Foo Fighters |